# Toledo Jeeps 1946-1947
La stagione 1946-47 dei Toledo Jeeps fu la 1ª nella NBL per la franchigia.
I Toledo Jeeps arrivarono terzi nella Eastern Division con un record di 21-23. Nei play-off persero al primo turno con i Fort Wayne Zollner Pistons (3-2).

## Roster
| N° | Naz.                   | Ruolo | Sportivo        | Anno | Alt. | Peso |
| -- | ---------------------- | ----- | --------------- | ---- | ---- | ---- |
|    | Stati Uniti (bandiera) | GA    | Hal Tidrick     | 1915 | 185  | 86   |
|    | Stati Uniti (bandiera) | GA    | Chips Sobek     | 1920 | 183  | 82   |
|    | Stati Uniti (bandiera) | AC    | Bob Gerber      | 1916 | 193  | 98   |
|    | Stati Uniti (bandiera) | GA    | Dale Hamilton   | 1919 | 183  | 82   |
|    | Stati Uniti (bandiera) | G     | Jule Rivlin     | 1917 | 180  | 75   |
|    | Stati Uniti (bandiera) | AC    | John Schick     | 1916 | 198  | 104  |
|    | Stati Uniti (bandiera) | GA    | Paul Seymour    | 1928 | 185  | 82   |
|    | Stati Uniti (bandiera) | A     | Joe Patanelli   | 1919 | 191  | 93   |
|    | Stati Uniti (bandiera) | AC    | Bernie Mehen    | 1918 | 193  | 84   |
|    | Stati Uniti (bandiera) | AC    | Bob Shaw        | 1921 | 193  | 102  |
|    | Stati Uniti (bandiera) | C     | Johnny Bianco   | 1920 | 193  | 88   |
|    | Stati Uniti (bandiera) | G     | Frank Gilhooley | 1924 | 180  | 82   |
|    | Stati Uniti (bandiera) | G     | Edric Costain   | 1923 | 183  | 77   |
|    | Stati Uniti (bandiera) | G     | Benny Schall    | 1917 | 180  | 77   |
|    | Stati Uniti (bandiera) | AC    | Jim Gibbs       | 1913 | 196  | 88   |
|    | Stati Uniti (bandiera) | G     | Beryl Drummond  | 1918 | 185  | 84   |

## Staff tecnico
- Allenatore: Jule Rivlin